# Fly To The Future
『Fly To The Future』（フライ トゥ ザ フューチャー）は可憐Girl'sの1作目のオリジナルアルバム。2009年2月25日にジェネオンエンタテインメントから発売された。

## 概要
- 可憐Girl'sの、最初で最後のアルバムとして発売された。
- デビュー曲の「Over The Future」やセカンドシングル「MY WINGS」の他に、これら2曲がタイアップとなったテレビアニメ『絶対可憐チルドレン』のエンディングテーマで、平野綾・白石涼子・戸松遥が歌唱を務めた「絶対love×love宣言!!」をカバーした楽曲を含めた全7曲を収録している。
- このアルバムは初回限定盤(GNCA-1214)と通常盤(GNCA-1215)の2種類が発売されている。
- このアルバムの発売を記念してイベントが行われた。初回生産分の初回限定盤と通常盤にはこのイベント招待の抽選シリアルナンバーカードを封入。
- 初回限定盤・通常盤ともに、可憐Girl's3人（AYAMI・YUIKA・SUZUKA）のブロマイドがランダムに1枚封入される。
- 発売日にはオリコンデイリーチャートで8位を記録した。

## 収録曲
- 初回限定盤と通常盤、共に収録曲は同じ。

1. ぴかっときらっと!Dash girl's [4:17]
作詞：畑亜貴、作曲・編曲：田代智一
2. Over The Future [4:05]
作詞：六ツ見純代、作曲：佐伯高志、編曲：m-takeshi
  - テレビ東京系アニメ『絶対可憐チルドレン』前期オープニングテーマ
3. とっぷし〜くれっと [4:10]
作詞：六ツ見純代、作曲：佐伯高志、編曲：佐々木裕
4. 絶対love×love宣言!! [3:47]
作詞：渡邊亜希子、葉月ゆら、作曲：江並哲志、編曲：前口渉
  - テレビ東京系アニメ『絶対可憐チルドレン』4月〜6月度エンディングテーマのカバー
5. FULL THROTTLE [4:29]
作詞：六ツ見純代、作曲・編曲：菊田大介(Elements Garden)
6. MY WINGS [4:04]
作詞：人萌乎、作曲・編曲：前口渉
  - テレビ東京系アニメ『絶対可憐チルドレン』後期オープニングテーマ
7. Bye!Bye!Bye! [4:52]
作詞：六ツ見純代、作曲：大石邦雄、編曲：佐々木裕

## 初回限定盤内容
- 品番はGNCA-1214、価格は3,675円。
- CDの他に特典のDVDが付く2枚組で発売。
- DVDには『Over The Future』『MY WINGS』のプロモーションビデオと、この2曲のダンスエディション、『MY WINGS』のメイキング映像、また『絶対可憐だから負けない! IN OKINAWA』と題した可憐Girl's初の長編プライベートムービーを収録。

## 通常盤内容
- 品番はGNCA-1215、価格は2,415円。
- エクストラトラックには『Over The Future』『MY WINGS』2曲のプロモーションビデオが収録される予定。